# پمپ زیستی
پمپ زیستی (به انگلیسی: Biological pump) که به‌عنوان پمپ کربن دریایی (به انگلیسی: Marine carbon pump) نیز شناخته می‌شود، در ساده‌ترین شکل خود، جداسازی زیستی کربن از جو و رواناب خشکی به داخل اقیانوس و رسوب‌های کف دریا است. این بخشی از چرخه کربن اقیانوسی است که مسئول چرخه مواد آلی است که عمدتاً توسط فیتوپلانکتون‌ها در پدیدۀ فتوسنتز (پمپ بافت نرم) و همچنین چرخۀ کربنات کلسیم (CaCO3) که توسط جانداران خاصی مانند پلانکتون به پوسته تبدیل می‌شود، و نرم‌تنان (پمپ کربنات) تشکیل می‌شود.

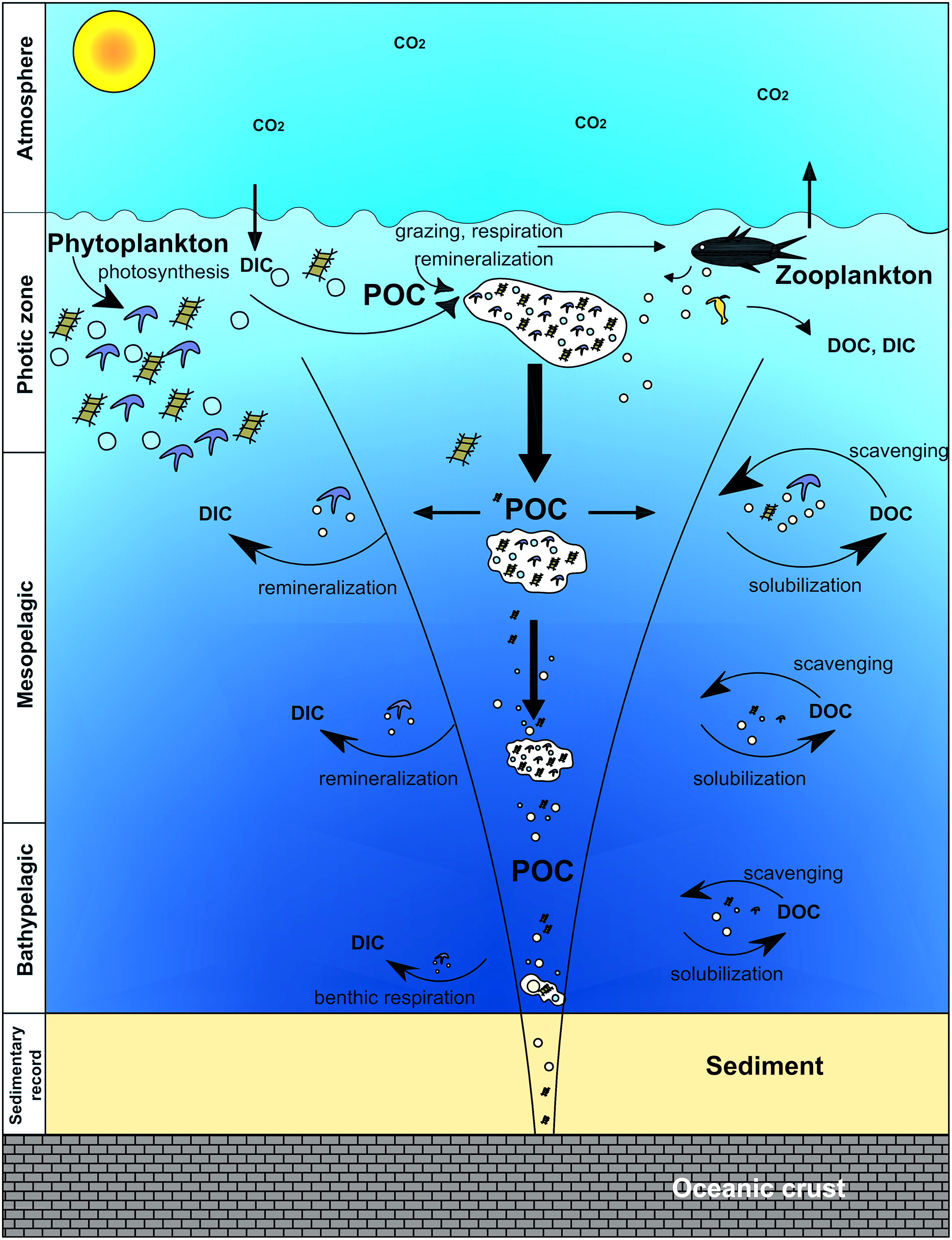
فرایندهای پمپی با ژرفا در دگرگون می‌شود

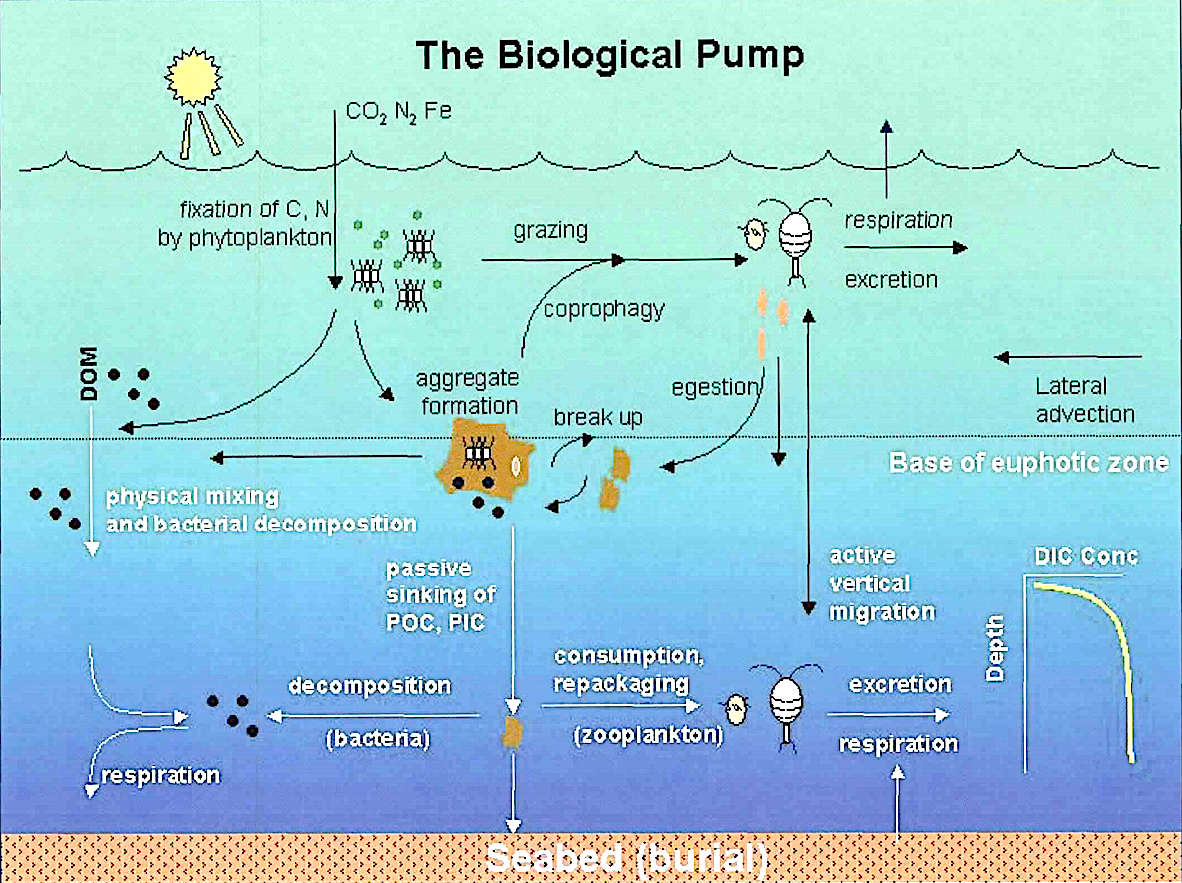
اجزای پمپ زیستی